# Isola di Solovyov
L'isola di Solovyov o Solov'ëva (in russo Остров Соловьёва ostrov Solov'ëva) è una piccola isola russa nell'Oceano Artico che fa parte della Terra di Zichy nell'arcipelago della Terra di Francesco Giuseppe.

## Geografia
Isola di Solovyov si trova nella parte nord della Terra di Zichy, nel canale di Triningen, 7 km a nord della costa nord-orientale dell'isola di Karl-Alexander e 3,8 km a sud dell'isola di Hohenlohe; ha una forma ovale e un diametro di circa 250 m ed è coperta dal ghiaccio. Poco distante, a sud-est si trova l'altra piccola isola di Coburg.